# 野村文夫

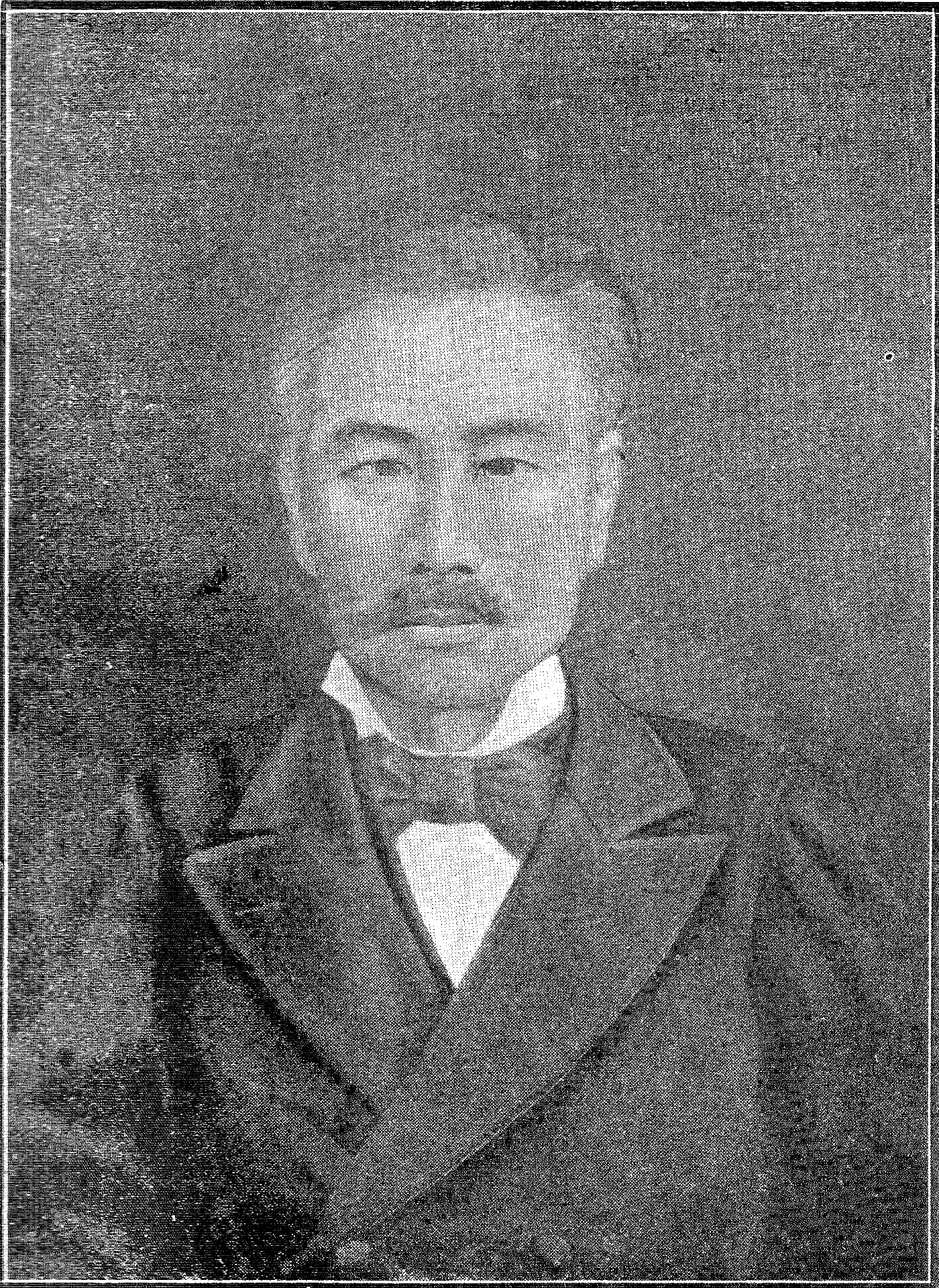
野村文夫

野村文夫（のむら ふみお、1836年5月19日（天保7年4月5日）- 1891年（明治24年）10月27日）は、幕末の広島藩の武士、のち明治政府の官僚、のちジャーナリスト、自由民権運動家。戯画入り風刺雑誌『團團珍聞』・『驥尾團子』を発行した。
幼名は虎吉、通称は文夫・文機。1842年から1872年まで、村田家の養子であった。号は雨荘・簾雨・秋野人。位階は従六位。

## 生涯
広島藩の眼科の藩医、野村正碩の子に生まれた。長兄に正精がいた。1842年（天保13年）、藩医村田文尚の家を継ぎ、のち、文尚の娘『田鶴』と結婚した。
広島藩校学問所（現：修道中学校・高等学校）にて藩儒頼聿庵（頼山陽の子）に漢学を学んだ後、1855年（安政2年）緒方洪庵の適塾に遊学して蘭学・医学を修めた。藩から学資を支給され、修学延長も許されたが、1862年（文久2年）洪庵が江戸へ出仕するに及んで広島へ帰り、学問所教授に就任。また藩主浅野長訓による蒸気船の購入のために、広島長崎間を往復した。
1864年（元治元年）（28歳）、蒸気船の修理と英学学習とに長崎を再訪した。翌1865年（慶応元年）、グラバーから借金して、肥前藩士石丸安世・馬渡八郎と共に英国へ密出国し、グラバーの故郷、スコットランドのアバディーンで19ヶ月勉学してから各地を回り、パリ万博も見て、1868年（慶応4年）長崎に帰着した。
広島藩は密航を咎めず、洋学教授職・洋学校教官・議事所議員・医学係教授などに厚遇した。1869年、『西洋聞見録』を出版した。
1870年（明治3年）（34歳）秋、広島藩から明治政府に推薦され、山尾庸三の目にとまり発足したばかりの工部省に出仕。測量師長コリン・アレクサンダー・マクヴェインと測量助兼工学助の松尾辰五郎の元で、測量権助兼工学権助を務めたが科学技術には疎かった。1874年1月測量司の内務省移管に際し、測量正の河野通信が辞職したため村田が後任として昇進。全国三角測量事業を巡り、内務卿の大久保利通、測量師長のマクヴェイン、大属の小林一知の三者の板挟みに遭い大変苦慮した。病気療養を理由に留守にすることが多く、従六位・五等出仕の1877年初、依願退職した。
世の警鐘としてのジャーナリズムの重要さは、西洋聞見録の一節に説いたことだった。文夫は退官の翌2月、神田雉子町（現：東京都千代田区神田司町の自宅に團團社を起こし、翌3月24日、戯画入り風刺雑誌團團珍聞を創刊した。編集陣には梅亭金鵞・田島任天・総生寛・真木痴嚢・鶯亭金升らがいて、画家には本多錦吉郎・小林清親・田口米作・ジョルジュ・ビゴーらがいた。好評で、創刊の1877年に年間約15万部、1880年には約26万部を売った。1878年10月から1883年まで、妹格の『驥尾團子』誌も刊行した。
1878年（明治11年）（42歳）、村田田鶴と離婚して野村姓に戻り、塩田八重と再婚した。1882年立憲改進党に入党、島田三郎らと自由民権の演説に回り、1884年に離党した。
1889年（明治22年）、日本新聞の発刊に参画し、雉子町の自宅を日本新聞社に譲渡して小石川区音羽町（現：文京区音羽）に転居した。東京政友会を設立した。旧藩主浅野長勲・谷干城・三浦梧楼・杉浦重剛らの日本倶楽部に参加した。
1890年、八重と離婚した。その翌年の秋、食道癌のため没した。墓は染井霊園にある。

## 著述
- 『西洋聞見録』井筒屋勝次郎出版 (1869)
  - 「明治文化研究会編『明治文化全集 第17巻』日本評論社 (1992) ISBN 4535042578」に収録）
- （山田貢一郎と共訳）アルレン (Charles Bruce Allen (1813-1892)) 著・ウヰール (John Weale (1791-1862)) 増補『西洋家作ひながた』玉山堂 (1872)
  - 「明治文化研究会編『明治文化全集 第26巻』日本評論社 (1993) ISBN 4535042667」に収録
- 『中外度量表』(1872)
- 『洋語音訳筌』山城屋佐兵衛ほか出版 (1872)
- （訳書）ゲッセル (Frank Horace Getchell (1836-1907))『子供育草』汪彫楼 (1873)
- 『英国官吏撰挙法』(1875)
- （訳書）エウハルト (Alexander Charles Ewald (1842-1891))『官吏選挙法』玉山堂 (1876)
- 『立憲政体表』(1876)
- 『遊鬼通路渓記』野村文夫出版 (1887)
- 真木痴嚢と共著『遊毛百詩』団々社 (1888)
- （訳書）ベルゴース (Hermann Berghaus (1828-1890))：『輿地新図』稲田佐兵衛等出版 (1894)（世界地図）